# Sadik Kaceli
 (octobre 2023).
Sadik Kaceli, né le 14 mars 1914 à Tirana et mort le 24 décembre 2000 dans la même ville, est un artiste albanais. Il étudie aux Beaux-Arts de Paris de 1936 à 1941. Kaceli est l'un des peintres albanais les plus connus, ayant reçu de nombreuses décorations en tant qu'Artiste du peuple albanais ou encore la Médaille de citoyen d'honneur de Tirana. Il crée la première série pour le lek albanais. En 2016, Sadik Kaceli reçoit l'Ordre d'Honneur de la Nation. Il est l'un des fondateurs de la Galerie nationale d'art d'Albanie et a réalisé les armoiries de la République populaire d’Albanie, qui est devenue l'Albanie après la chute des régimes communistes en Europe.

## Biographie
Kaceli fréquente l'école technique Harry T. Fultz à partir de 1929 et participe à un cours de dessin à partir de 1931.
Il est le frère de Jonuz Kaceli, homme d'affaires bien connu et dissident du régime communiste en Albanie. Il a également un deuxième frère, Fadil Kaceli. Son fils, Buron Kaceli, est peintre et ancien homme politique, député au Parlement albanais, vice-maire de Tirana, et Directeur de la Culture.
Une monographie de Sadik Kaceli est publiée en 2008, puis est traduite en anglais en 2009. Il contient le récit de sa vie, ses œuvres, des notes inédites. Non loin du quartier Xhamlliku, dans la capitale albanaise, une rue porte le nom de l'artiste.
Kaceli meurt le 24 décembre 2000.